# 캣 수프
캣 수프(Cat Soup)는 일본에서 제작된 사토 타츠오 감독의 2001년 애니메이션, 코미디, 판타지 영화이다.
2001년 2월 21일 일본에서 홈 비디오(DVD)로 개봉하였다. 2003년 9월 9일 북아메리카에서 센트럴 파크 미디어가 DVD로 개봉하였다.

## 제작진
- 프로듀서: 모리야마 아츠시
- 프로듀서: 유아사 마사아키